# ژان دهم
پاپ ژان دهم (به انگلیسی: John X) یکی از پاپ‌های کلیسای کاتولیک رم بود از ۹۱۴ تا ۹۲۸ میلادی پاپ بود.